# Теплова обробка свердловин
Теплова обробка свердловин — метод інтенсифікації припливу нафти і підвищення продуктивності експлуатаційних свердловин, який базується на штучному збільшенні температури в їх стовбурі і привибійній зоні. Застосовується в осн. при видобутку високов'язких парафінистих і смолистих нафт. Прогрівання призводить до розрідження нафти, розплавлення парафіну, смолистих речовин, які осіли в процесі експлуатації свердловини на стінках, підіймальних трубах і в привибійній зоні. Свердловини, які знизили дебіт внаслідок парафінізації привибійної зони, відновлюють його після Т.о.с. Прогрівання здійснюють закачуванням в пласт нагрітого рідкого теплоносія (нафти, газоліну, гасу, дизельного палива, води), циклічної паротеплової, електротеплової, термокислотної обробки, електромагнітним і термоакустичним впливом.
Син. — термооброблення свердловин, термообробка свердловин.